# Bulmers Original Cider Challenge
Le Bulmers Original Cider Challenge est un trophée opposant le meilleur club britannique de rugby à XIII (hors clubs professionnels de Super League et Championship) et le vainqueur du championnat d'Australie, la NRL.
Ce match permet ainsi de préparer l'équipe australienne à la coupe du monde des clubs.

## Histoire
Le premier match de ce trophée a opposé les Crusaders au club de Brisbane. Il a été joué le 15 février 2007 au stade Brewery Field de Bridgend.